# Relais 4 × 100 mètres nage libre masculin aux Jeux olympiques d'été de 2012
Navigation
Pékin 2008 Rio de Janeiro 2016
L'épreuve de relais 4 × 100 m nage libre hommes des Jeux olympiques d'été de 2012 a eu lieu le 29 juillet au London Aquatics Centre.

## Qualification
Pour participer à cette épreuve qui comprend 16 équipes qui représentent chacune un pays, les pays devaient soit faire partie des 11 meilleures équipes des Championnats du monde de natation 2011 dans cette épreuve soit des 5 équipes non encore qualifiés les plus rapides dans les 15 mois précédant les Jeux.

## Records
Avant cette compétition, les records dans cette discipline étaient les suivants :
| Record du monde  | 3 min 08 s 24 | États-Unis Michael Phelps (47 s 51) Garrett Weber-Gale (47 s 02) Cullen Jones (47 s 65) Jason Lezak (46 s 06) | 11 août 2008 | Pékin (Chine) | , |
| Record olympique | 3 min 08 s 24 | États-Unis Michael Phelps (47 s 51) Garrett Weber-Gale (47 s 02) Cullen Jones (47 s 65) Jason Lezak (46 s 06) | 11 août 2008 | Pékin (Chine) | , |

## Médaillés
| Or                                                                                            | Argent | Bronze                                                                                              |
| France Yannick Agnel Alain Bernard Fabien Gilot Clément Lefert Amaury Leveaux Jérémy Stravius | États-Unis Nathan Adrian Ricky Berens Jimmy Feigen Matt Grevers Cullen Jones Jason Lezak Ryan Lochte Michael Phelps | Russie Sergei Fesikov Andrey Grechin Danila Izotov Evgeny Lagunov Nikita Lobintsev Vladimir Morozov |

## Résultats

### Finale (29 juillet au soir)
| Rang                                | Couloir | Nationalité    | Noms | Temps         | Notes |
| ----------------------------------- | ------- | -------------- | --- | ------------- | ----- |
| Médaille d'or, Jeux olympiques      | 6       | France         | Amaury Leveaux (48 s 13) Fabien Gilot (47 s 67) Clément Lefert (47 s 39) Yannick Agnel (46 s 74)            | 3 min 09 s 93 |       |
| Médaille d'argent, Jeux olympiques  | 5       | États-Unis     | Nathan Adrian (47 s 89) Michael Phelps (47 s 15) Cullen Jones (47 s 60) Ryan Lochte (47 s 74)               | 3 min 10 s 38 |       |
| Médaille de bronze, Jeux olympiques | 3       | Russie         | Andrey Grechin (48 s 57) Nikita Lobintsev (47 s 39) Vladimir Morozov (47 s 85) Danila Izotov (47 s 60)      | 3 min 11 s 41 |       |
| 4                                   | 4       | Australie      | James Magnussen (48 s 03) Matt Targett (47 s 83) Eamon Sullivan (47 s 68) James Roberts (48 s 09)           | 3 min 11 s 63 |       |
| 5                                   | 1       | Afrique du Sud | Gideon Louw (48 s 48) Darian Townsend (48 s 36) Graeme Moore (48 s 36) Roland Schoeman (48 s 27)            | 3 min 13 s 45 |       |
| 6                                   | 2       | Allemagne      | Benjamin Starke (49 s 03) Markus Deibler (47 s 97) Christoph Fildebrandt (48 s 45) Marco di Carli (48 s 07) | 3 min 13 s 52 |       |
| 7                                   | 8       | Italie         | Luca Dotto (48 s 73) Marco Orsi (48 s 42) Michele Santucci (48 s 88) Filippo Magnini (48 s 10)              | 3 min 14 s 13 |       |
| 8                                   | 7       | Belgique       | Dieter Dekoninck (49 s 42) Jasper Aerents (48 s 34) Emmanuel Vanluchene (48 s 46) Pieter Timmers (48 s 18)  | 3 min 14 s 40 |       |

### Séries (29 juillet le matin)
| Rang | Série | Ligne | Nation          | Nageurs | Temps         | Notes |
| ---- | ----- | ----- | --------------- | --- | ------------- | ----- |
| 1    | 2     | 4     | Australie       | Cameron McEvoy (48 s 94) James Roberts (48 s 22) Tommaso D'Orsogna (47 s 78) James Magnussen (47 s 35)      | 3 min 12 s 29 | Q     |
| 2    | 2     | 5     | États-Unis      | Jimmy Feigen (48 s 49) Matt Grevers (47 s 54) Ricky Berens (48 s 52) Jason Lezak (48 s 04)                  | 3 min 12 s 59 | Q     |
| 3    | 2     | 3     | Russie          | Andrey Grechin (48 s 19) Evgeny Lagunov (48 s 34) Sergei Fesikov (48 s 68) Nikita Lobintsev (47 s 56)       | 3 min 12 s 77 | Q     |
| 4    | 1     | 4     | France          | Amaury Leveaux (48 s 61) Alain Bernard (48 s 31) Clément Lefert (48 s 14) Jérémy Stravius (48 s 32)         | 3 min 13 s 38 | Q     |
| 5    | 2     | 6     | Allemagne       | Benjamin Starke (48 s 96) Markus Deibler (47 s 99) Christoph Fildebrandt (48 s 44) Marco di Carli (48 s 12) | 3 min 13 s 51 | Q, RN |
| 6    | 2     | 2     | Belgique        | Dieter Dekoninck (48 s 79) Jasper Aerents (48 s 58) Emmanuel Vanluchene (48 s 55) Pieter Timmers (47 s 97)  | 3 min 13 s 89 | Q, RN |
| 7    | 1     | 3     | Afrique du Sud  | Roland Schoeman (49 s 00) Darian Townsend (48 s 26) Gideon Louw (47 s 92) Graeme Moore (48 s 75)            | 3 min 13 s 93 | Q     |
| 8    | 1     | 5     | Italie          | Luca Dotto (49 s 27) Andrea Rolla (49 s 46) Michele Santucci (48 s 85) Filippo Magnini (48 s 20)            | 3 min 15 s 78 | Q     |
| 9    | 1     | 2     | Brésil          | Nicolas Oliveira (49 s 31) Bruno Fratus (48 s 98) Nicholas Santos (49 s 68) Marcelo Chierighini (48 s 17)   | 3 min 16 s 14 |       |
| 10   | 1     | 7     | Canada          | Brent Hayden (48 s 42) Colin Russell (48 s 67) Richard Hortness (49 s 12) Thomas Gossland (50 s 21)         | 3 min 16 s 42 |       |
| 11   | 2     | 1     | Chine           | Lu Zhiwu (48 s 92) Zhang Enjian (49 s 57) He Jianbin (49 s 67) Shi Tengfei (48 s 84)                        | 3 min 17 s 00 |       |
| 12   | 1     | 6     | Grande-Bretagne | Simon Burnett (50 s 47) Grant Turner (48 s 31) James Disney-May (48 s 99) Craig Gibbons (49 s 31)           | 3 min 17 s 08 |       |
| 13   | 2     | 8     | Serbie          | Milorad Čavić (48 s 61) Velimir Stjepanović (49 s 13) Ivan Lenđer (50 s 58) Radovan Siljevski (50 s 47)     | 3 min 18 s 79 | RN    |
| 14   | 2     | 7     | Hongrie         | Peter Bernek (50 s 29) Gergo Kis (50 s 68) Gabor Balog (51 s 47) Krisztian Takacs (49 s 47)                 | 3 min 21 s 91 |       |
| 15   | 1     | 1     | Venezuela       | Cristian Quintero (49 s 77) Octavio Alesi (50 s 04) Marcos Lavado (52 s 59) Crox Acuna (50 s 28)            | 3 min 22 s 68 |       |